# Kollektiv (Band)
Kollektiv ist eine Schweizer Band, bestehend aus den fünf Mitgliedern Anton Strahl, ello, leboet, strahlinski und tsorro. Seit 2020 produzierte Kollektiv aus Basel zwei Alben, zwei EPs und mehrere Singles.

## Geschichte
Im Jahr 2020 fing Kollektiv gemeinsam an Musik zu machen, ab 2021 veröffentlichten alle Mitglieder auch Soloprojekte. Die Gruppe schreibt ihre Texte und produziert ihre Beats selbst. Hauptsächlich besteht die Musik von Kollektiv aus Hip-Hop, Pop und EDM-Elementen, lässt sich aber dennoch nicht vollständig zuordnen.
Kollektiv gewann 2022 den Publikumspreis am Newcomer-Wettbewerb BandXnordwest und den Newcomer Act 2023 für das BScene Festival in Basel. Ausserdem trat Kollektiv am PärkiJäm Festival in Basel auf sowie im Sommercasino (Basel), im Humbug (Basel), Flösserplatz (Aarau), Kaschemme (Basel) und im 1. Stock (Münchenstein).

## Diskographie
- 2021: Latenight Sessions, Vol. 1
- 2022: Epilog